# Synageles venator
Espèce
Synonymes
- Attus venator Lucas, 1836
- Salticus myrmecoides Rossi, 1846
- Leptorchestes ludibundus Simon, 1876
- Synageles confusus Kulczyński, 1884

Synageles venator est une espèce d'araignées aranéomorphes de la famille des Salticidae.

## Distribution

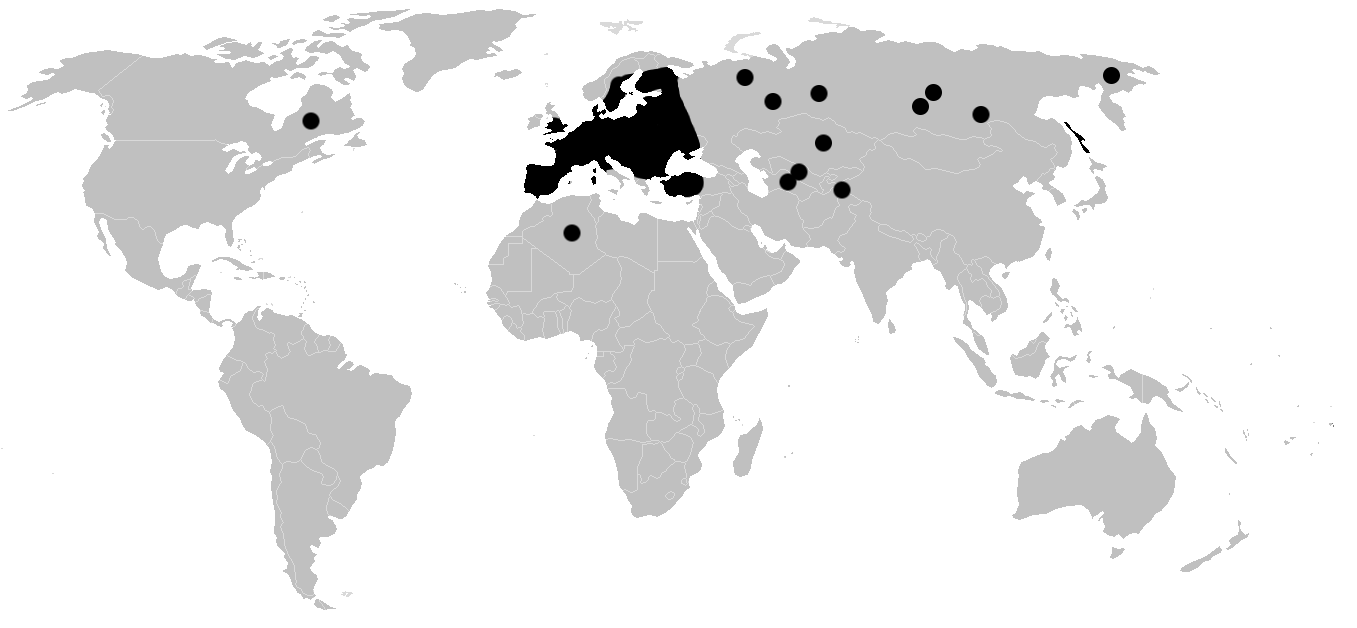
Distribution

Cette espèce se rencontre en écozone paléarctique.
Cette espèce a été introduite au Canada.
Elle est largement répandue en Europe, elle a été observée en Grande-Bretagne, en Suède, en Finlande, en Lettonie, en Biélorussie, en Belgique, au Luxembourg, en France, en Espagne, à Andorre, au Portugal, en Italie, en Slovénie, en Hongrie, en Tchéquie, en Bulgarie, en Russie et en Géorgie.
On la trouve aussi en Turquie, en Algérie, en Sibérie, en Iran, en Asie centrale, en Chine et au Japon.
L'introduction de Synageles venator en Amérique du Nord a été constatée en 1998, au Jardin botanique de Montréal. Des récoltes subséquentes ont montré que l'espèce est maintenant largement répandue dans le sud du Québec,,.

## Habitat
Cette espèce est connue pour fréquenter les milieux ouverts. On la retrouve sur les dunes, les rochers et les installations humaines, ainsi que dans les tourbières,. Elle se tient sur les plantes herbacées, les tiges des plantes ligneuses, les troncs d'arbres et les murs de maison,,. Cette préférence pour les milieux ensoleillés, ainsi que des expériences en laboratoire, suggèrent que l'espèce est thermophile.

## Description
Les mâles mesurent de 3 à 4 mm et les femelles de 3 à 4 mm.

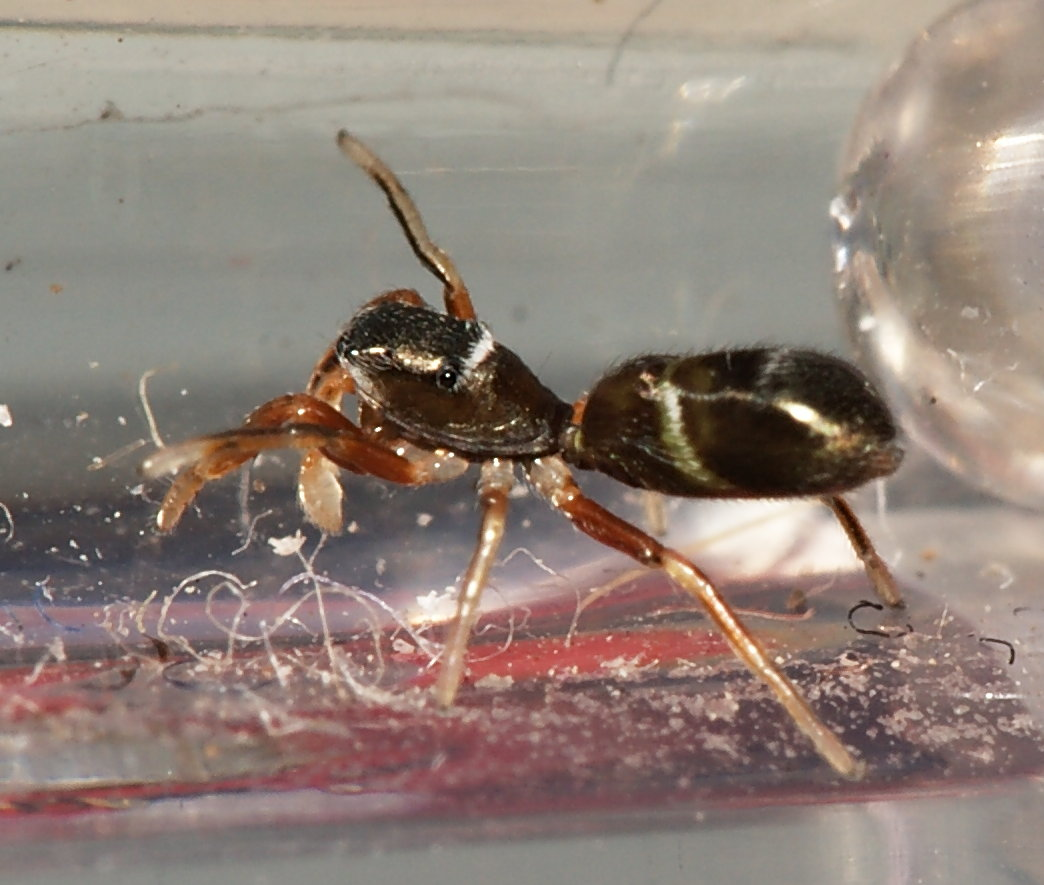
Synageles venator

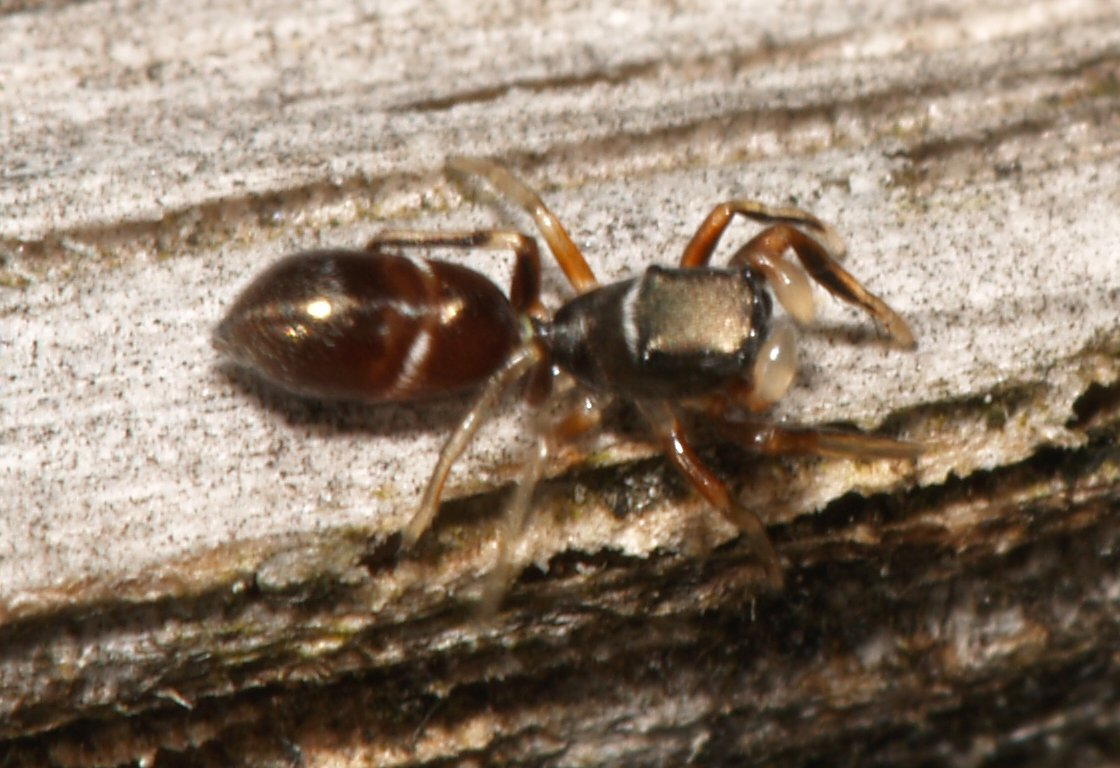
Synageles venator

Le céphalothorax et l'abdomen sont brun foncé à noir, chacun avec une bande transversale blanche sur la face dorsale. Sur l'abdomen, cette bande est parfois incomplète, ne se rejoignant pas au milieu. Les pattes, plus pâles que le corps, sont brunes.

## Myrmécomorphisme

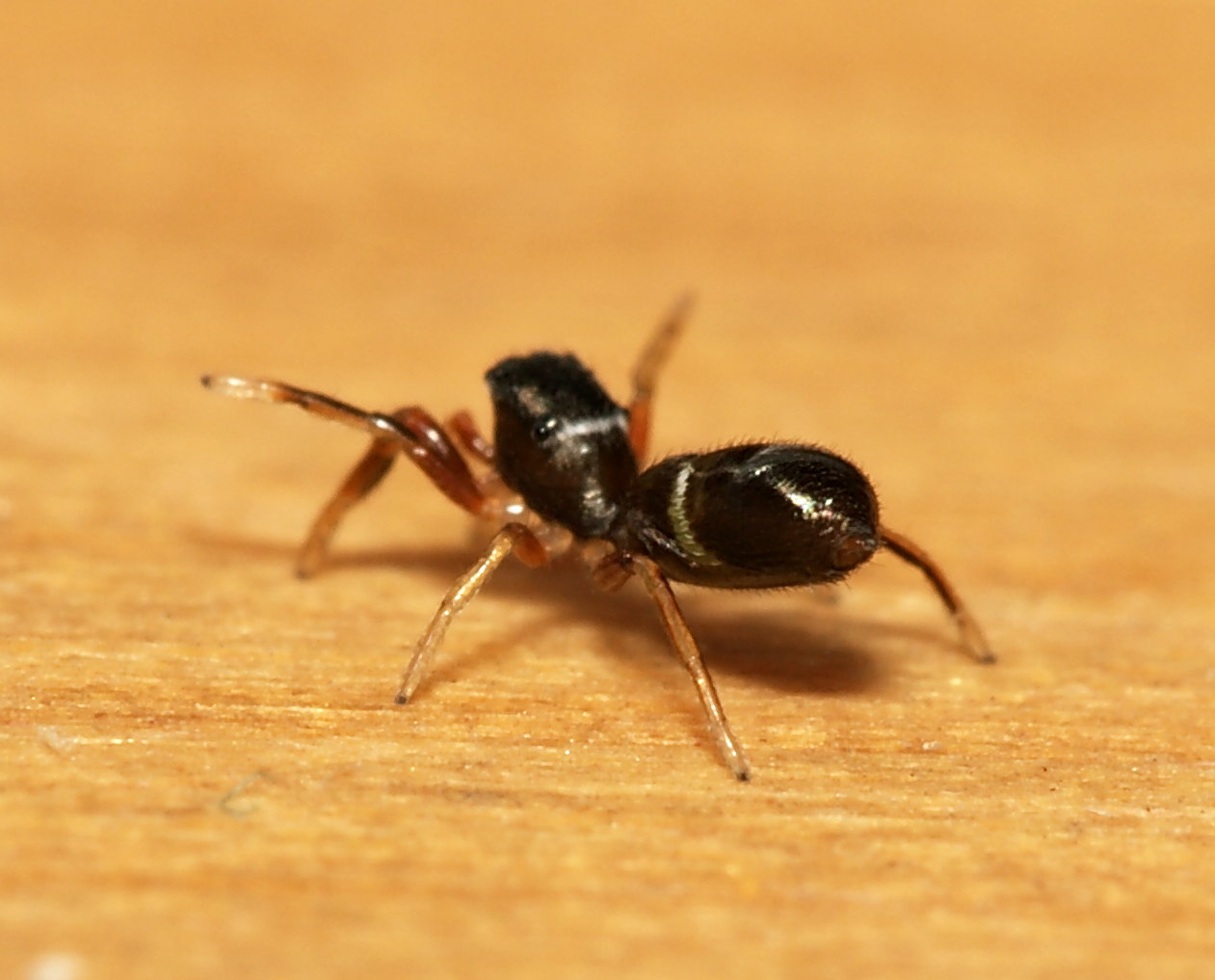
Synageles venator avec sa secondaire de paire de pattes antérieures en l'air.

Synageles venator est une araignée myrmécomorphe, c'est-à-dire qu'elle imite les fourmis par sa forme et son comportement. Son abdomen légèrement comprimé et les deux bandes blanches sur son corps donne l'impression que ce dernier est divisé en trois parties, à la manière des fourmis. Aussi, le petit saltique place parfois sa seconde paire de pattes antérieures en l'air, à la manière d'antennes. Ces caractéristiques, ainsi que sa petite taille, font qu'il peut facilement être confondu avec une Myrmicinae des genres Crematogaster ou Tetramorium, par exemple.
Le myrmécomorphisme de Synageles venator serait un exemple de mimétisme batésien. En 1970, le biologiste allemand Wolfgang Engelhardt (de) a montré que si S. venator est présenté seul à un prédateur, ce dernier en fait sa proie sans hésiter. Toutefois, si l'araignée est en présence de fourmis, le prédateur n'attaque pas.

## Systématique et taxinomie
Cette espèce a été décrite sous le protonyme Attus venator par Lucas en 1836. Elle est placée dans le genre Leptorchestes par Simon en 1871 puis dans le genre Synageles par Simon en 1876.

## Espèces proches
En Europe, deux autres espèces de Salticidae miment les fourmis et sont morphologiquement proches : Myrmarachne formicaria et Leptorchestes berolinensis qui sont toutes deux plus grandes, mesurant de 5,0 à 6,5 mm de long.

## Publications originales
- Lucas, 1836 : Quelques observations sur la manière de pondre chez les Insectes et addition a un travail ayant pour titre: Mémoire sur plusieurs Arachnides nouvelles appartenant au genre Atte de M. Walckenaer. Annales de la Société Entomologique de France, vol. 5, p. 629-633 (texte intégral).
- Lucas, 1836 : Description de l'Attus venator. Magasin de Zoologie, 6(8): 1-4 (texte intégral).